# Sporting Clube da Praia
O Sporting Clube da Praia é um Time de futebol profissional da Cidade da Praia, na  Ilha de Santiago em Cabo Verde. O clube joga na primeira divisão do Primeira Divisão de Santiago Sul. Seu escudo, assim o nome, é similar ao Sporting Clube de Portugal, numa homenagem ao clube lisboeta.

## História
Fundado em 2 de Dezembro de 1923 na cidade da Praia, este é o primeiro clube da ilha de Santiago. O Sporting Clube da Praia é a filial nº20 do Sporting Clube de Portugal. O emblema é diferente do clube de Lisboa, usado o emblema anterior.
O Sporting da Praia venceu o primeiro título insular na primavera de 1961 e nacional no verão de 1961, antes da independência. O primeiro título nacional foi conquistado em 1976. O clube possui 15 títulos nacionais, dez de Santiago Sul.
O clube comemorou o 50.º aniversario em 1973 e o 75.º aniversario em 1998.
Em 2002, o Sporting Praia terminou em primeiro lugar o campeonato nacional, com 19 pontos, um recorde nacional e seis vitórias na temporada regular. Em 2005, o clube marcou 24 golos na temporada regular, com um total de 35 e um recorde nacional. Os golos combinados com nacional e regional foram 99 na temporada de 2004-05.
Recentemente, Sporting Praia terminou em primeiro, sagrando-se campeão regional em três anos na temporada de 2016-17 e terminou com 35 pontos, um novo recorde com 17 vitórias, super cedo de 49 pontos de temporada de 2004-05 e 16 vitórias.Predefinição:Sem sentido
Em jogos recentes de taças regionais, Sporting venceu contra Tchadense em 2014 e três anos mais tarde venceu contra Os Garridos em 2017.  Em outubro de 2017, Sporting venceu contra Os Garridos 2-0 na super taça regional.
Sporting Praia terminou em quarto na Primeira Divisão regional em 2018 e terceiro em 2019. O treinador Flávio Monteiro abandonou o comando técnico do Sporting, mais tarde o sede foi vacante.Predefinição:Sem sentido

## Estádio

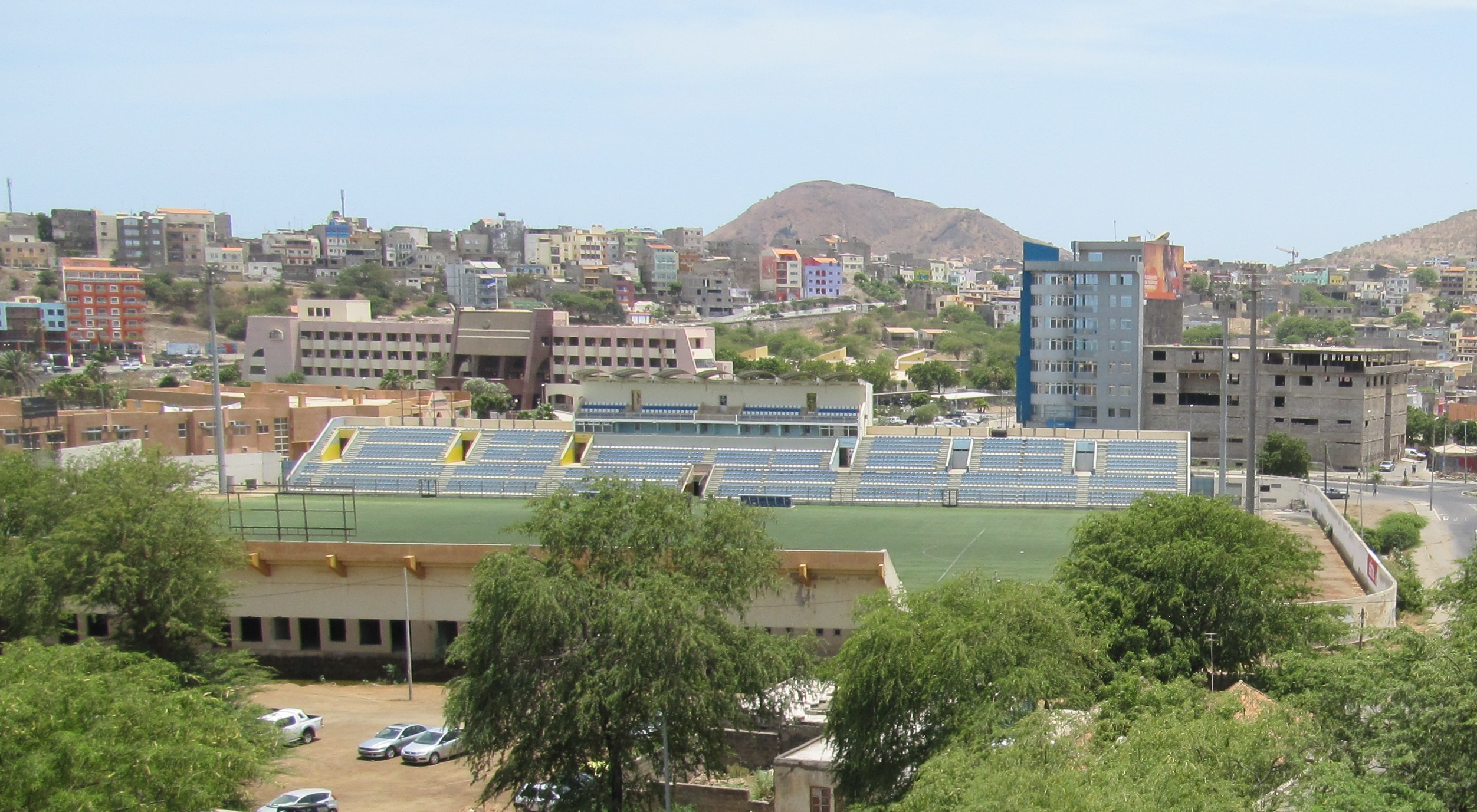
Estádio da Várzea, o casa de campo de Sporting Praia

Os jogos em casa são disputados no Estádio da Várzea.  
Outros clubes populares também jogam neste estádio, incluindo: Boavista FC, CD Travadores, Acadêmica da Praia, Vitória e Desportivo.
O clube treina neste estádio e no Complexo Desportivo Adega, em Achada Grande Tras.

## Uniformes antigos
As cores do equipamento principal são o verde e branco. O equipamento alternativo é o preto.
| Uniforme titlulo em 2009 e 2010 | Uniforme alternativo em 2009 e 2010 | Uniforme titular até 2014 | Uniforme alternativo até 2014 | Terceiro colores até 2014 | Uniforme alternativo até de fevereiro de 2016 |

## Rivalidades
O Sporting Praia tem como principais rivais o Boavista Praia, Travadores e Académica Praia a nível regional, e o Mindelense e antigamente Académica Mindelo a nível nacional.
O principal rival é o clube Boavista Praia e seguidamente os  Travadores. O Sporting vs Boavista é o principal dérbi da cidade da Praia e dos mais principais de Cabo Verde, nomeado de Dérbi de Capital.  O segundo Dérbi da cidade com Travadores nomeado de Dérbi Eterno da Praia.

## Títulos de Futebol
- Campeonato Cabo-verdiano de Futebol:

Pré-Independência: 1961, 1969
Desde Independência: 1985, 1991, 1997, 2002, 2006, 2007, 2008, 2009, 2012
- Taça de Cabo Verde: 1

2018
- Campeonato Regional de Santiago: 12 listado (até 2002)

1961, 1964, 1969, 1974, 1977, 1984, 1985, 1988, 1991, 1997, 1998, 2002
- Primeira Divisão de Santiago Sul: 15

1988, 1991, 1997, 1998, 2002, 2002, 2005, 2006, 2007, 2008, 2010, 2012, 2013, 2014, 2017
- Super-Taça de Santiago Sul (Praia): 3

2013, 2017, 2018
- Taça de Santiago Sul: 2

2008, 2014, 2017
- Torneio de Abertura da Praia: 3

2001, 2003, 2005

## Futebol

### Palmarés
| Escalão | Nº Presenças | Títulos | Melhor Classificação |
| Afr.    | 5            | 0       | 1a rodada            |
| I       | 15           | 9       | Campeão              |
| II      | 50-60        | 12      | 1a                   |

### Jogos africanos
| Ano       | Competição                          | Rodado       | Clube                     | Casa | Visitador      |
| --------- | ----------------------------------- | ------------ | ------------------------- | ---- | -------------- |
| 1991-92   | African Cup of Champions Clubs 1992 | Prelminário  | Port Autonome             | 0-0  | 0-0 (1-3 pen.) |
| 1991-92   | African Cup of Champions Clubs 1992 | 1a rodada    | Club Africain             | 0-0  | 1-2            |
| 1999-2000 | Liga dos Campeões da África de 2000 | Preliminário | AS Tempête Mocaf          | 2-3  | 0-1            |
| 2000-01   | CAF Cup Winners Cup                 | Preliminário | Gazelle FC, Club Africain | 2-3  | 0-1            |
| 2006-07   | Liga dos Campeões da África de 2007 | Preliminário | Fello Star                | 1-0  | cancelado      |
| 2007-08   | Liga dos Campeões da África de 2008 | Preliminário | FAR Rabat                 | 3-0  | 0:3 (4:5 pen.) |
| 2007-08   | Liga dos Campeões da África de 2008 | 1a Rodada    | Inter Luanda              | 2-1  | 0-1            |
| 2008-09   | Liga dos Campeões da África de 2009 | Preliminário | FAR Rabat                 | 6-0  | 0-1            |

### Classificações

#### Era colonial (ou provincial)
| Ano  | Finais | Clube         | Resultado |
| ---- | ------ | ------------- | --------- |
| 1969 | Venceu | CS Mindelense | Campeão   |
| 1974 | 2–1    | Castilho      | Campeão   |

#### Nacionais (fase grupo)
| Temporada | Div | Pos | Pts    | J | V | E | D | G.M. | G.S. | Diff. | Meias-finais                              |
| 1998      | 1   | 1   | -      | - | - | - | - | -    | -    | -     |                                           |
| 1998      | 1   | 2   | 6 pts  | 3 | 2 | 0 | 1 | 7    | 6    | +1    |                                           |
| 2002      | 1   | 1   | 19 pts | 8 | 6 | 1 | 1 | 22   | 4    | +18   | Campeão                                   |
| 2005      | 1A  | 1   | 12 pts | 5 | 4 | 1 | 0 | 24   | 2    | +22   |                                           |
| 2006      | 1B  | 2   | 12 pts | 5 | 4 | 0 | 1 | 8    | 4    | +4    |                                           |
| 2007      | 1A  | 2   | 10 pts | 5 | 3 | 1 | 1 | 11   | 1    | +10   | Campeão                                   |
| 2008      | 1A  | 1   | 12 pts | 5 | 4 | 0 | 1 | 15   | 3    | +12   | Campeão                                   |
| 2009      | 1B  | 1   | 12 pts | 5 | 4 | 1 | 0 | 11   | 1    | +17   | Campeão                                   |
| 2010      | 1B  | 2   | 11 pts | 5 | 3 | 2 | 0 | 16   | 6    | +10   |                                           |
| 2011      | 1A  | 2   | 12 pts | 5 | 4 | 0 | 1 | 7    | 2    | +5    |                                           |
| 2012      | 1A  | 1   | 11 pts | 5 | 3 | 2 | 0 | 15   | 3    | +12   | Campeão                                   |
| 2013      | 1B  | 3   | 9 pts  | 5 | 2 | 3 | 0 | 6    | 3    | +3    |                                           |
| 2014      | 1A  | 1   | 13 pts | 5 | 4 | 1 | 0 | 7    | 1    | +6    |                                           |
| 2017      | 1C  | 1   | 14 pts | 6 | 4 | 2 | 0 | 8    | 1    | +7    | Campeão                                   |
| 2018      | 1C  | 2   | 8 pts  | 6 | 2 | 2 | 2 | 5    | 5    | 0     | Finido 3a em como melhor segundo colocado |

#### Regionais
| Temporada | Div | Pos | Pts    | J  | V  | E | D | G.M. | G.S. | Diff. |
| 2001-02   | 2   | 1   | 38 pts | 18 | 13 | 2 | 3 | 39   | 19   | +20   |
| 2002-03   | 2   | 4   | 33 pts | 18 | 10 | 3 | 5 | 29   | 16   | +13   |
| 2004      | 2   | 2   | 42 pts | 18 | 12 | 6 | 0 | 39   | 10   | +29   |
| 2005      | 2   | 1   | 49 pts | 17 | 16 | 1 | 0 | 64   | 10   | +54   |
| 2005-06   | 2   | 1   | 43 pts | 18 | 13 | 4 | 1 | 47   | 16   | +31   |
| 2006-07   | 2   | 1   | 41 pts | 18 | 12 | 5 | 1 | 39   | 10   | +29   |
| 2007-08   | 2   | 1   | 44 pts | 18 | 14 | 2 | 2 | 45   | 14   | +31   |
| 2008-09   | 2   | 2   | 40 pts | 18 | 12 | 4 | 2 | 31   | 12   | +19   |
| 2009-10   | 2   | 1   | 45 pts | 18 | -  | - | - | -    | -    | -     |
| 2010-11   | 2   | 2   | 34 pts | 18 | 10 | 4 | 4 | 29   | 14   | +15   |
| 2011-12   | 2   | 1   | 47 pts | 18 | 15 | 2 | 1 | 36   | 13   | +23   |
| 2012-13   | 2   | 1   | 48 pts | 18 | 15 | 3 | 0 | 36   | 13   | +23   |
| 2013-14   | 2   | 1   | 44 pts | 18 | 14 | 2 | 2 | 36   | 9    | +27   |
| 2014-15   | 2   | 2   | 34 pts | 18 | 9  | 7 | 2 | 26   | 14   | +12   |
| 2015-16   | 2   | 3   | 46 pts | 22 | 13 | 7 | 2 | 49   | 17   | +32   |
| 2016-17   | 2   | 1   | 55 pts | 22 | 17 | 4 | 1 | 43   | 10   | +33   |
| 2017-18   | 2   | 4   | 41 pts | 22 | 12 | 5 | 5 | 39   | 17   | +22   |
| 2018–19   | 2   | 3   | 54 pts | 22 | 17 | 3 | 2 | 39   | 10   | +29   |

## Estatísticas
- Melhor posição: 1a fase (continental)
- Melhor posição na competições das taças: 1a (regional)
- Melhor posição na taça de associação: 1a (regional)
- Gols totais na competição continental: 16
  - CAF Liga de Campeões: 11
  - Copa de Vencedores de África: 5
- Jogos totais na competição continental: 14
  - CAF Liga de Campeões: 13
  - Copa de Vencedores de África: Um
- Melhor temporada: 2017 (17 vitórias, 4 derrotas, 55 pontos)
- Melhor vitória consecutivas na campeonato regional: 19 (3 de abril de 2004-10 de abril de 2005)
- Melhor gols totais na temporada:
  - Nacional: 24 (temporada regular), 11 (finais), total: 35 (2005)
  - Regional: 64 (2005)
- Melhor vences totais na temporada, nacional: 6, em 2002
- Melhor pontos totais na temporada:
  - Nacional: 19, em 2002 (recorde com Batuque)
  - Regional: 55, em 2017 (recorde)
- Melhor jogo em questão de gols no Campeonato Nacional: Sporting Praia 13-0 Estância Baixo, 11 de junho de 2005

Outros:
- Apresentadas na Taça de GAFT: 2

## Jogadores antigos
- Alex
- Babanco
- Ballack, em 2011 (no. 5)
- Bijou
- Caló, 1998, 2011
- Dário
- Fock
- Loloti
- Pecks
- Platini
- Piguita
- João Baptista Robalo
- Ronny
- Stopira
- Tom Tavares
- Zé di Tchecha [em 2005-2013/14]

## Presidentes
| Nome                     | Nationalidade | Anos                  |
| ------------------------ | ------------- | --------------------- |
| Jorge Carlos Vasconcelos | Cabo Verde    | até 1993              |
| Dinis Fonseca            | Cabo Verde    | 1995-2003             |
| Carlos Évora             | Cabo Verde    | 2003-2012             |
| António Mendes           | Cabo Verde    | 2003-2012             |
| Rui Évora                | Cabo Verde    | 2012-2013             |
| Paulo Veiga              | Cabo Verde    | 2013-outubro de 2016  |
| Carlos Daniel Caetano    | Cabo Verde    | desde outubro de 2016 |

## Treinadores
| Nome                      | Nationalidade | Anos                                |
| ------------------------- | ------------- | ----------------------------------- |
| (Victor) Tó Lobo          | Cabo Verde    | cerca de 1983-cerca de 1992         |
| Tóca (José Antunes)       | Cabo Verde    | em 1997                             |
| Tó Lobo                   | Cabo Verde    | cerca de 2000-2003                  |
| Beto (Felisberto Cardoso) | Cabo Verde    | 2004-2012                           |
| Alex Teixeira             | Cabo Verde    | 2012-2012                           |
| Janito Carvalho           | Cabo Verde    | 2012-2014                           |
| Beto (Felisberto Cardoso) | Cabo Verde    | setembro de 2014-outubro de 2015    |
| Janito Carvalho           | Cabo Verde    | outubro 2015-2016                   |
| Lito (Cláudio de Aguiar)  | Cabo Verde    | 2017                                |
| Flávio Monteiro           | Cabo Verde    | outubro de 2017-13 de julho de 2019 |
| Vacante                   | Vacante       | desde 13 de Julho de 2019           |

### Treinadores assistentes
| Nome       | Nationalidade | Anos            |
| ---------- | ------------- | --------------- |
| Pisco      | Cabo Verde    | em 2008/09      |
| Zé Piguita | Cabo Verde    | até 2013/14     |
| Dino       | Cabo Verde    | 2014-cerca 2016 |

## Clubes de jovens
O clube possui clubes de jovens, de time sub-11 com treinador António Carvalho, de time sub-13 com treinador Helton Delgado e time sub-15 com treinador Dário Furtado, ex-jogador.